# Mezinárodní síť pro eliminaci znečištění
Mezinárodní síť pro eliminaci znečištění (anglicky International Pollutants Elimination Network, zkráceně IPEN) (dříve International POPs Elimination Network) je celosvětová síť nevládních organizací, které se věnují společnému cíli eliminace znečišťujících látek, jako jsou například rtuť a olovo v životním prostředí a ve výrobcích, perzistentní organické látky (POPs), chemické látky narušující endokrinní systém a další toxické látky. Síť vznikla v roce 1998.
IPEN se skládá z nevládních organizací veřejného zájmu, které podporují společnou platformu pro globální odstranění POPs prostřednictvím Stockholmské úmluvy, pracují na ovlivnění implementace Rotterdamské a Basilejské úmluvy a také Minamatské úmluvy o rtuti. IPEN sdružil více než 600 nevládních organizací ve více než 120 zemích, které spolupracují na odstranění toxických znečišťujících látek, a to rychle, ale sociálně spravedlivě. Toto poslání zahrnuje dosažení takového stavu ve světě, ve kterém jsou všechny chemické látky vyráběny a používány způsoby, které eliminují významné nepříznivé účinky na lidské zdraví a životní prostředí, a kde POPs a chemické látky vyvolávající opodstatněné obavy již neznečišťují místní a globální prostředí.

## Česká republika
Program Toxické látky a odpady spolku Arnika je koordinačním centrem sítě IPEN pro střední, východní a západní Evropu.